# Timeline (romanzo)
Timeline è un romanzo di fantascienza di Michael Crichton, pubblicato nel 1999.  Narra la storia di alcuni archeologi in un viaggio indietro nel tempo nel Medioevo grazie al lavoro di una agenzia che ha inventato una macchina del tempo.
Dal romanzo nel 2003 è stato tratto un film omonimo.

## Trama
1999, Dordogna, regione della Francia. Il dottor Edward Johnston è a capo di una missione di ricerca archeologica vicino alla Dordogna, il fiume situato nell'omonima regione, dove un tempo sorgevano i castelli di Castelgard, La Roque ed il monastero della Sainte-Mère. Queste ricerche erano finanziate da una fabbrica di meccanica quantistica, la ITC, il cui presidente, Robert Doniger, invita Johnston nella sua sede e gli mostra le nuove apparecchiature tecnologiche inventate dalla sua azienda: macchine per viaggiare da un multiverso all'altro. Tecnicamente non è possibile viaggiare indietro nel tempo, ma i multiversi (universi paralleli al nostro), che sono apparentemente uguali, possono appartenere ad epoche diverse dalla nostra, sia passate che future.
Venuto a conoscenza di questa possibilità, il professor Johnston si precipita nel XIV secolo, alla ricerca di notizie che avrebbero aiutato lui e i suoi compagni nella ricostruzione del sito al quale stavano lavorando ormai da due anni. Si verifica però un inconveniente: a causa di quanto accaduto nell'altro multiverso, rispetto alle due ore previste originariamente, sono ormai trascorsi tre giorni senza che il professore abbia fatto ritorno alla base. Per questo motivo, alcuni membri dell'ITC, incaricati dal loro presidente, prelevano dal sito degli scavi quattro ricercatori (Chris Hughes, Kate Erickson, André Marek e David Stern), collaboratori del professor Johnston, con il preciso intento di inviarli nel passato per salvarlo.
Chris, Kate ed André vengono quindi inviati in un multiverso risalente al XIV secolo, insieme a due dipendenti dell'ITC, Gomez e Baretto, che avevano già provato ed avevano una certa preparazione, mentre David Stern si rifiuta di seguirli ed offre la sua collaborazione per far tornare a casa i compagni. Imparata la lingua antica grazie ad un registratore di cui ascoltano il contenuto durante il sonno e forniti di particolari auricolari con funzioni sia di traduttore simultaneo che di ricetrasmittente, i cinque prescelti hanno a loro disposizione solo 37 ore di tempo per recuperare il professore.
Appena arrivati nei boschi della Dordogna del 1357, va tutto in malora: i due membri dell'ITC vengono subito uccisi con brutalità e senza alcuna ragione da alcuni cavalieri capitanati da sir Guy de Malegant, e poco prima di morire, uno dei due, che aveva contravvenuto al divieto di portare con sé armi oppure oggetti appartenenti al presente, nel momento stesso in cui riesce a tornare alla base di partenza, fa esplodere una granata che aveva azionato nel passato, distruggendo il laboratorio e condannando i suoi ex-compagni di avventura a non poter più tornare indietro.
I tre ricercatori si salvano invece grazie ad alcune circostanze fortuite: mentre Chris viene fatto allontanare da un ragazzino (rivelatosi solo in seguito lady Claire, una nobildonna del regno che lo accompagna sino a Castelgard), Marek e Kate si allontanano per poter recuperare un prezioso "chip" elettronico, indispensabile per il loro ritorno a casa. Giunti all'interno di Castelgard, Marek e Chris si trovano ben presto coinvolti in una giostra medievale: l'impreparato Chris si salva miracolosamente seguendo i consigli del suo amico Marek, il quale, da sempre allenato per questo tipo di gare, riesce a sconfiggere sir Guy; questi però si vendica ordinando l'uccisione dei due amici che l'avevano disonorato. Kate li aiuta a fuggire, ma i tre, da quel momento in poi, saranno costantemente minacciati dai soldati di sir Oliver, sir Guy e sir Robert de Kere.
Viene fuori che Sir Oliver aveva capito che il professor Johnston aveva scoperto l'ubicazione del passaggio segreto che permetteva di entrare, non visti, nell'impenetrabile fortezza di La Roque, e dunque lo aveva imprigionato nelle sue segrete e obbligato ad insegnargli nuove e più efficaci tattiche di attacco e di difesa, nonché a costruire nuove armi. Nel frattempo, grazie a ciò che il professore aveva loro insegnato, i tre ricercatori riescono a trovare il passaggio segreto che li avrebbe condotti all'interno dell'inespugnabile castello di La Roque.
Scoprono inoltre che sir Robert de Kere altri non era che un ex marine, Robert Deckard, inviato in precedenza dall'ITC nello stesso universo parallelo, il quale era impazzito in seguito ad errori di "trascrizione" (problemi nel "caricamento" delle informazioni relative ad un oggetto o a un essere vivente). In seguito a questi errori, le cose tornano nel presente come "sbagliate": i primi problemi si presentano dapprima a livello psichico e poi anche a livello fisico, deformando gradualmente la persona, al punto che Robert Deckard era arrivato addirittura ad uccidere una persona. Inseguito dalla polizia, aveva chiesto di effettuare il suo ultimo viaggio nel tempo, dal quale non aveva più fatto ritorno. Deckard, ora, voleva che i tre archeologi, così come lui, che non poteva più farlo se non rischiando la propria vita, non facessero più ritorno nel presente.
Era ormai scoppiata l'ennesima battaglia fra il francese Arnaut e l'inglese sir Oliver, il quale si era impadronito con la forza di quelle terre, in uno dei tanti scontri che si susseguirono durante la guerra dei cent'anni. Kate, Chris e Marek riescono quindi ad entrare a La Roque (la prima spacciandosi per assistente di Johnston, mentre gli altri due utilizzando il passaggio segreto, ma non senza prima essersi battuti contro molti uomini di Arnaut ed aver ucciso sir Guy). Nel frattempo, Stern e i membri della ITC riescono, pur con molte difficoltà e non senza più di una incognita, a ricostruire la "macchina del tempo", anche se Doniger vuole far rimanere il gruppo nel passato, poiché c'è la probabilità che tornino deformati. Arnaut e André scoprono intanto sir Oliver nell'atto di torturare Johnston, lo uccidono e liberano il loro professore, mentre Chris uccide sir Robert de Kere.
Finalmente ricostituitosi, il gruppo riesce a sfuggire al caos del conflitto e a far ritorno al luogo dove si trovava nascosta la macchina che avrebbe assicurato loro il ritorno al 1999. Mentre Chris, Kate e il professore iniziano il viaggio di ritorno, André, che aveva sempre sognato di poter vivere nel Medioevo, all'ultimo momento decide di rimanere nel passato e di sposare Lady Claire. Finalmente il gruppo fa ritorno al presente e, "per punizione", spedisce Robert Doniger nel passato a Castelgard durante l'epidemia di peste nera nel 1348.

## Trasposizione cinematografica
Dal romanzo è stato tratto il film Timeline - Ai confini del tempo (Timeline) del 2003 per la regia di Richard Donner.

## Edizioni
- Michael Crichton, Timeline, Garzanti, 1999,  p. 680, ISBN 88-11-66036-X.
- Michael Crichton, Timeline, traduzione di Paola Bertante e Gianni Pannofino, Gli elefanti Narrativa, Garzanti, 29 giugno 2001,  p. 679, ISBN 9788811685081.
- Michael Crichton, Timeline, traduzione di Paola Bertante e Gianni Pannofino, Elefanti bestseller, Garzanti, 5 marzo 2008,  p. 681, ISBN 9788811681038.
- Michael Crichton, Timeline, traduzione di Paola Bertante e Gianni Pannofino, Elefanti bestseller, Garzanti, 10 maggio 2018,  p. 684, ISBN 9788811149361.